# Slokdarmafsluiting
Een slokdarmafsluiting of oesofagusatresie is een aangeboren afwijking bij het pasgeboren kind, waarbij de slokdarm niet goed is aangelegd. De aansluiting van de keel naar de maag is daarbij afgesloten (atresie is het afwezig zijn van een normale lichaamsopening). Deze aandoening komt in Nederland bij ca. 1 op de 5000 geboortes voor en is de meest voorkomende vorm van atresie van het maag-darmkanaal.

## Ziektemechanismen en ziektebeeld
Voor de geboorte zal de schade veelal beperkt blijven (afhankelijk van de vorming van een polyhydramnion omdat de foetus nog voor zijn ademhaling niet afhankelijk is van zijn longen maar stofwisseling uitvoert via de navelstreng. De longen zijn dan namelijk nog gevuld met vruchtwater (amnionvocht). Wanneer er echter sprake is van een slokdarmatresie kan de foetus het vruchtwater niet drinken en resorberen in de darm, wat normaliter wél gebeurt. Hier ten gevolge van zal zich vruchtwater ophopen binnen het vruchtvlies wat zich tot een bolle buik bij de zwangere zal manifesteren. Dit wordt een polyhydramnion genoemd en dit kan schadelijk zijn voor de foetus omdat deze als het ware verdrukt kan worden.
Na de geboorte is de situatie voor de pasgeborene echter levensbedreigend doordat de longen dan nog vol zitten met vruchtwater, waardoor de baby niet kan ademhalen en cyanotisch ziet. Daarnaast kan de baby niet slikken en dus niet drinken of eten. Omdat speeksel bijvoorbeeld niet doorgeslikt kan worden zal er speekselvloed te zien zijn waardoor de baby bellen gaat blazen. Typerend is ook het blafhoestje (zeehondenblaf).

## Ontstaanswijze
Deze aanlegstoornis ontstaat in de eerste zes weken van de ontwikkeling van het ongeboren kind, doordat de splitsing van de latere luchtpijp van de latere slokdarm (die tot dan één kanaal vormen) verkeerd verloopt. In de vierde week van de embryonale ontwikkeling ontwikkelt zich een uitstulping vanuit de voordarm van het embryo. Vanuit deze uitstulping, de laryngeotracheale divertikel, ontstaan:
• Het strottenhoofd (larynx) met o.a. de stembanden en de schildklier
• De luchtpijp (trachea)
• De Longknoppen van waaruit de twee longen ontstaan
Wanneer er een defect ontstaat in de scheiding tussen de uitstulping met de luchtpijp en de slokdarm, kan dit een blind eindigende slokdarm tot gevolg hebben wat vaak geassocieerd is met een zogenaamde tracheo-oesofageale fistel. Het septum (tussenschot) wordt rond dezelfde periode gevormd als die van de longvertakking.

## Complicaties
Aangeboren afwijkingen kunnen gepaard gaan met andere geassocieerde afwijkingen. Dit zijn VACTRL-geassocieerde afwijkingen. VACTRL staat voor:
- V: Vertebrae, de wervels. Afwijkingen geassocieerd met het wervelkolom
- A: Anus. Afwijkingen geassocieerd met de anus, bijvoorbeeld een anusatresie
- C: Cardiogeen, met betrekking tot het hart
- T: Trachea, de luchtpijp. Bijvoorbeeld een tracheo-oesofageale fistel (slokdarmatresie)
- R: Renaal, met betrekking tot de nieren.
- L: Limbs, de ledematen.

## Behandeling
Een slokdarmatresie is een spoedgeval waarbij een chirurgische ingreep binnen 48 uur na de geboorte geïndiceerd is, om de aansluiting tot stand te brengen. Allereerst zijn pre-operatieve interventies van belang met welke de preventie van aspiratie wordt beoogd en hiermee de operatie wordt geoptimaliseerd. Het is van belang de luchtwegen vrij te houden, reflux vanuit de maag tegen te gaan en de fysieke gesteldheid van de baby te stabiliseren.
Deze operatie wordt al sinds 1939 uitgevoerd. De kansen op herstel zijn over het algemeen goed, indien er geen combinatie met andere aanlegstoornissen is (bijvoorbeeld VACTERL-associatieve afwijkingen). De ingreep leidt in 80-90% van de gevallen tot een effectieve verhelping. Hierbij treden er alleen relatief veel complicaties op als stricturen, naadlekkage, reflux en post-operatieve eetproblemen.

## Prognose
Zonder complicaties van de behandeling of associatieve afwijkingen is de prognose vrij goed. De mortaliteit (sterftecijfer) is laatste decennia sterk gedaald tot 10-20%. Morbiditeit (ziektecijfer) ten gevolge van chirurgische is daarentegen nog aanzienlijk (zie behandeling). In de eerste levensjaren houdt het patiëntje namelijk in meerdere of mindere mate problemen met slikken.
Ook kan de luchtpijp als gevolg van de uitgezette slokdarm, dan wel door de zwakkere aanleg, slapper zijn, waardoor bij de patiënt benauwdheid ontstaat (tracheamalasie}. Soms zijn aanvullende operaties nodig om slikproblemen of problemen met zuur uit de maag of met de verslapte luchtpijp op te lossen. Uit een doctoraalstudie blijkt, dat de meeste patiënten op latere leeftijd geen beperkingen ervaren als gevolg van de (operatief herstelde) aanlegstoornis.